# PCF Interframe Space
Le PCF Interframe Space (PIFS) est l'un des intervalles inter-trames utilisé par les réseaux WLAN de la norme IEEE 802.11. Un point d'accès ayant le mode PCF activé attend un PIFS plutôt qu'un DIFS avant de commencer à occuper le medium. De cette façon, la durée du PIFS étant inférieure à celle du DIFS et supérieure à celle du SIFS, l'accès d'un tel point d'accès au medium reste prioritaire à tout moment.
La durée du PIFS est calculée de la façon suivante :
{\displaystyle \mathrm {PIFS} =} {\displaystyle \color {Blue}\mathrm {SIFS} }{\displaystyle +{\text{Dur}}\mathrm {\acute {e}} {\text{e d'un slot}}} 
| Standard                | Durée d'un slot (µs) | PIFS (µs) |
| ----------------------- | -------------------- | --------- |
| IEEE 802.11-1997 (FHSS) | 50                   | 78        |
| IEEE 802.11-1997 (DSSS) | 20                   | 30        |
| IEEE 802.11b            | 20                   | 30        |
| IEEE 802.11a            | 9                    | 25        |
| IEEE 802.11g            | 9 ou 20              | 19 ou 30  |
| IEEE 802.11n (2.4 GHz)  | 9 ou 20              | 19 ou 30  |
| IEEE 802.11n (5 GHz)    | 9                    | 25        |
| IEEE 802.11ac           | 9                    | 25        |